# Biró Ágnes (politikus)
Biró Ágnes (Pozsony, 1957. szeptember 2. –) tanár, felvidéki magyar politikus. 

## Pályafutása
Középiskolai tanulmányait a pozsonyi Iparművészeti Középiskolán végezte. Tanári oklevelét a pozsonyi Comenius Egyetem Pedagógiai Karán szlovák-képzőművészet szakon szerezte. Tanári pályafutását a vágsellyei Képzőművészeti Alapiskolában kezdte. 1991-től a galántai Járási Pedagógiai Központ metodikusa, 1992-től a galántai Tanügyi Hivatal igazgatási osztályának szakelőadója lett. 1999-től a vágsellyei Járási Hivatal iskolaügyi osztályának osztályvezetője, később főosztályvezetője. 2002-től a vágsellyei Járási Hivatal elöljárója. 2004-től Szlovákia Kulturális Minisztériumának államtitkára. 2006 és 2010 között a Magyar Koalíció Pártjának képviselője volt a Szlovák Nemzeti Tanácsban. 2007-től a Magyar Koalíció Pártja kulturális alelnöke.

## Külső hivatkozások
- Biró Ágnes, az MKP kulturális alelnökének videóüzenete az MKP 2010-es választási programjának kulturális irányvonaláról (2010. április 13.). YouTube